# Distretto di Saydabad
Il distretto di Saydabad è un distretto dell'Afghanistan appartenente alla provincia del Vardak.